# Uno sguardo dal ponte (opera teatrale)
Uno sguardo dal ponte (in inglese A View from the Bridge) è un dramma di Arthur Miller, la cui prima rappresentazione fu a New York nel 1955.
La pièce debuttò a Broadway come atto unico in repertorio con  A Memory of Two Mondays, ottenendo scarsissimo successo; allora Miller la revisionò espandendola in due atti.
La nuova versione andò in scena con la regia di Peter Brook nel West End londinese l'anno successivo.

## Trama
Il dramma si svolge negli anni '50 nel quartiere italoamericano di New York denominato Red Hook. A narrare il dramma è Alfieri, un anziano avvocato nato in Italia ma da diversi anni in America (vero e proprio "ponte" tra le due culture), che apparirà anche come personaggio recitante.

### Atto I
L'emigrato italiano Eddie Carbone, portuale newyorchese, vive a Red Hook con la moglie Beatrice e la nipote diciottenne Catherine, di cui è tutore legale in seguito alla morte dei genitori. Nelle prime scene il rapporto tra i due è del tutto simile all'affetto tra un padre protettivo e una figlia sulle soglie dell'età adulta; tuttavia ben presto emerge l'ossessione di Eddie nei confronti della ragazza: egli critica il suo modo di vestire e vorrebbe impedirle di accettare un lavoro ben pagato, nel timore che possa incontrare altri uomini. Beatrice intercede tra i due ed Eddie accetta a malincuore che la ragazza prenda il lavoro.
Quando dalla Sicilia arrivano Marco e Rodolfo, lontani cugini di Beatrice, Eddie acconsente ad ospitarli a casa propria nonostante siano immigrati illegalmente, dicendosi addirittura onorato di poterli aiutare. Marco è un padre di famiglia dal temperamento tranquillo, che vorrebbe tornare in patria dopo alcuni anni di lavoro in America; Rodolfo, molto più giovane, vorrebbe invece spassarsela e rimanere a vivere a New York. Inizialmente i rapporti tra i due uomini e la famiglia di Eddie sono cordiali e sereni; ben presto, tuttavia, emergerà l'interesse di Catherine per Rodolfo, che farà esplodere l'ossessione di Eddie.
Il rapporto tra i due giovani si intensifica: Rodolfo passa tutto il suo tempo libero insieme a Catherine, che rinuncia perfino al tanto agognato lavoro nella speranza di sposare il ragazzo e non dover più fare un mestiere. Non potendo sopportare che sua nipote veda un altro uomo, Eddie si convince che Rodolfo sia omosessuale e che voglia sposare Catherine solo per avere la cittadinanza americana, pertanto inizia a provocarlo nel tentativo di far emergere quella che lui crede la verità; il solo risultato che ottiene, tuttavia, è che Beatrice comprenda i suoi sentimenti e inizi a premere perché la ragazza sposi Rodolfo e vada via di casa. Viene infatti lasciato intendere che il matrimonio di Eddie e Beatrice sia in crisi e che loro non consumino un rapporto sessuale sin dal momento in cui Eddie ha messo gli occhi su Catherine.
Eddie si rivolge quindi ad Alfieri, il quale gli dice che l'unico modo per impedire il matrimonio è denunciare Rodolfo e Marco alle autorità come immigrati illegali; questo significherebbe però impedire a Marco di aiutare la sua famiglia, dunque in un primo momento Eddie decide di non intervenire. L'uomo diventa sempre più disperato, e il suo rapporto con gli altri personaggi si incrina finché, col pretesto di insegnargli la boxe, non tira un pugno a Rodolfo. Marco decide allora di umiliare Eddie mostrandogli la propria forza, tenendo sollevata sulla testa una pesante sedia che l'altro non è riuscito nemmeno a muovere.

### Atto II
Alcuni mesi dopo, il rapporto tra Eddie e la sua famiglia si è fatto sempre più teso e l'uomo ha cominciato a bere pesantemente; la sua disperazione raggiunge l'apice quando scopre che Rodolfo e Catherine dormono insieme e che si sposeranno entro una settimana. Ubriaco, Eddie bacia Catherine e poi, nel tentativo di mostrare che sia omosessuale, bacia anche Rodolfo, per poi ordinargli di lasciare casa sua. Beatrice riesce a trovare una nuova sistemazione per i due cugini, insieme ad altri due italiani, ma ormai Eddie ha maturato la decisione di denunciarli per sbarazzarsi una volta per tutte del suo rivale.
Quando arriva la polizia, in un ultimo impeto di umanità Eddie prova ad avvisare Beatrice e Catherine perché mettano al sicuro i cugini, ma invano: i quattro italiani vengono arrestati. Eddie tenta di mostrarsi innocente agli occhi della famiglia e del vicinato, ma nessuno gli crede: le due donne si allontanano definitivamente da lui e Marco gli sputa in faccia, accusandolo di aver ridotto alla fame la sua famiglia e giurando per questo vendetta.
Alfieri viene chiamato in carcere ad assistere Marco e Rodolfo, e spiega loro che, mentre Marco sarà processato e rimpatriato, Rodolfo potrà rimanere in America una volta sposata Catherine e ottenuta la cittadinanza; l'avvocato riesce a far avere la libertà provvisoria a Marco perché possa lavorare nelle ultime settimane che trascorrerà in America, ma gli chiede in cambio di non fare del male a Eddie. Marco, tuttavia, non obbedisce e si reca da Eddie, chiedendogli di ritrattare la sua accusa e ristabilire così il suo onore. Nella rissa che segue, Marco accoltella a morte Eddie, che spira sotto gli occhi attoniti della sua famiglia.
Nell'ultimo monologo narrativo, Alfieri si rende conto che, sebbene l'omicidio di Eddie sia il risultato di una storia sbagliata, c'è qualcosa di "perversamente puro" che gli causa perfino ammirazione; tuttavia realizza che occorre trovare un equilibrio tra legge e istinti umani, quindi piange Eddie autocommiserandosi per i suoi stessi sentimenti.

## Produzione
A View from the Bridge debuttò al Coronet Theatre (oggi Eugene O'Neill Theatre) di Broadway il 29 settembre 1955 e rimase in cartellone per 149 repliche fino al 4 febbraio 1956. Martin Ritt curava la regia e Van Heflin ed Eileen Heckart recitavano nei ruoli di Eddie e Beatrice Carbone. La versione revisionata in due atti debuttò al New Watergate Theatre (oggi Harold Pinter Theatre) di Londra l'11 ottobre 1956, con la regia di Peter Brook e Anthony Quayle e Richard Harris nei ruoli di Eddie e Louis.
Nel gennaio 1958 il dramma debuttò in Italia con la regia di Luchino Visconti e le scenografie di Mario Garbuglia. Facevano parte del cast Paolo Stoppa, Rina Morelli, Marcello Giorda, Ilaria Occhini, Sergio Fantoni e Corrado Pani. Sempre nel 1958 Peter Brook dirige anche il primo allestimento parigino, con Raf Vallone nel ruolo di Carbone. Nel 1962 Vallone fu il protagonista della trasposizione cinematografica di Sidney Lumet e nel 1967 diresse e interpretò una nuova produzione italiana, con le scenografie di Enrico Job; accanto a lui sul palco recitavano anche Alida Valli, Massimo Foschi, Lucio Rama, Lino Capolicchio e Delia Boccardo.
L'Ambassador Theatre di New York ospitò un revival del dramma per 149 repliche dal 3 febbraio al 12 giugno 1983, diretto da Arvin Brown e con un cast che comprendeva Tony Lo Bianco (Eddie) e James Hayden (Rodolpho). Per la sua interpretazione, Lo Bianco vinse l'Outer Critics Circle Award e fu candidato al Tony Award al miglior attore protagonista in un'opera teatrale.
Nel 1987 Alan Ayckbourn diresse un revival della pièce in scena al Royal National Theatre di Londra, con un'acclamata interpretazione di Michael Gambon nel ruolo di Eddie Carbone, che gli valse il Laurence Olivier Award al miglior attore.
Un nuovo revival de Lo sguardo dal ponte tornò a Broadway al Criterion Center Stage Right e al Neil Simon Theatre, con la regia di Michael Mayer e un cast composto da: Anthony LaPaglia (Eddie), Allison Janney (Beatrice), Stephen Spinella (Alfieri) e Brittany Murphy (Catherine). L'acclamata produzione andò in scena per 239 repliche e vinse il Tony Award al miglior revival di un'opera teatrale; molto apprezzata fu anche l'interpretazione di Anthony LaPaglia, che vinse il Drama Desk Award, l'Outer Critics Circle Award ed il Tony Award al miglior attore protagonista in un'opera teatrale.
Il 9 ottobre del 1999, al Lyric Opera of Chicago andò in scena in prima mondiale, con grande successo, una trasposizione operistica del dramma, composta da William Bolcom e diretta da Dennis Russell Davies. Al libretto collaborò lo stesso Miller, presente e applauditissimo in teatro.
Il Duke of York's Theatre di Londra ha visto in scena un nuovo revival diretto da Lindsay Posner, con Ken Scott nel ruolo di Eddie, Mary Elizabeth Mastrantonio in quello di Beatrice, Hayley Atwell nei panni di Catherine ed Harry Lloyd nella parte di Rodolfo. Nello stesso anno il dramma tornò a Broadway per 81 repliche, diretto da Gregory Mosher e con un cast che annoverava: Liev Schreiber (Eddie), Scarlett Johansson (Catherine) e Jessica Hecht (Beatrice). La produzione fu candidata a sei Tony Award, vincendone uno alla migliore attrice non protagonista in un'opera teatrale per Scarlett Johansson.
Nel 2014 Ivo van Hove diresse un revival del dramma al Young Vic di Londra, con Mark Strong nel ruolo di Eddie Carbone, Phoebe Fox in quello di Catherine e Nicola Walker nella parte di Beatrice. La produzione fu acclamata dalla critica e  fu riproposta anche sulle scene del West End, dove vinse tre Laurence Olivier Awards: miglior revival, miglior regia e miglior attore (Strong). La produzione di Van Hove andò in scena anche a Broadway tra l'ottobre 2015 e il febbraio 2016, con grande plauso di critica e pubblico e due vittorie ai Tony Award. A Broadway i tre protagonisti erano affiancati da Russell Tovey (Rodolfo) e Michael Zegen (Marco).

## Adattamenti
Adattamenti operistici:
- Uno sguardo dal ponte, di Renzo Rossellini (1961)
- A View from the Bridge, di William Bolcom (1999)

Adattamenti cinematografici:
- Uno sguardo dal ponte, di Sidney Lumet (1962)